# البطروج
البطروج أو فحص البلوط (بالإسبانية: Valle de los Pedroches)‏ دائرة (كوماركا) من دوائر قرطبة في الأندلس.

## التاريخ
ذكر «حصن البطروج» في كتاب «دولة الإسلام في الأندلس» صـ1503 وفيه
وجاء في «تاریخ الأندلس» لابن الکردبوس و وصفه لابن الشباط:

## الأعلام
- الفقيه أبو جعفر البطروجي
- العالم أبو إسحق البطروجي

## صور

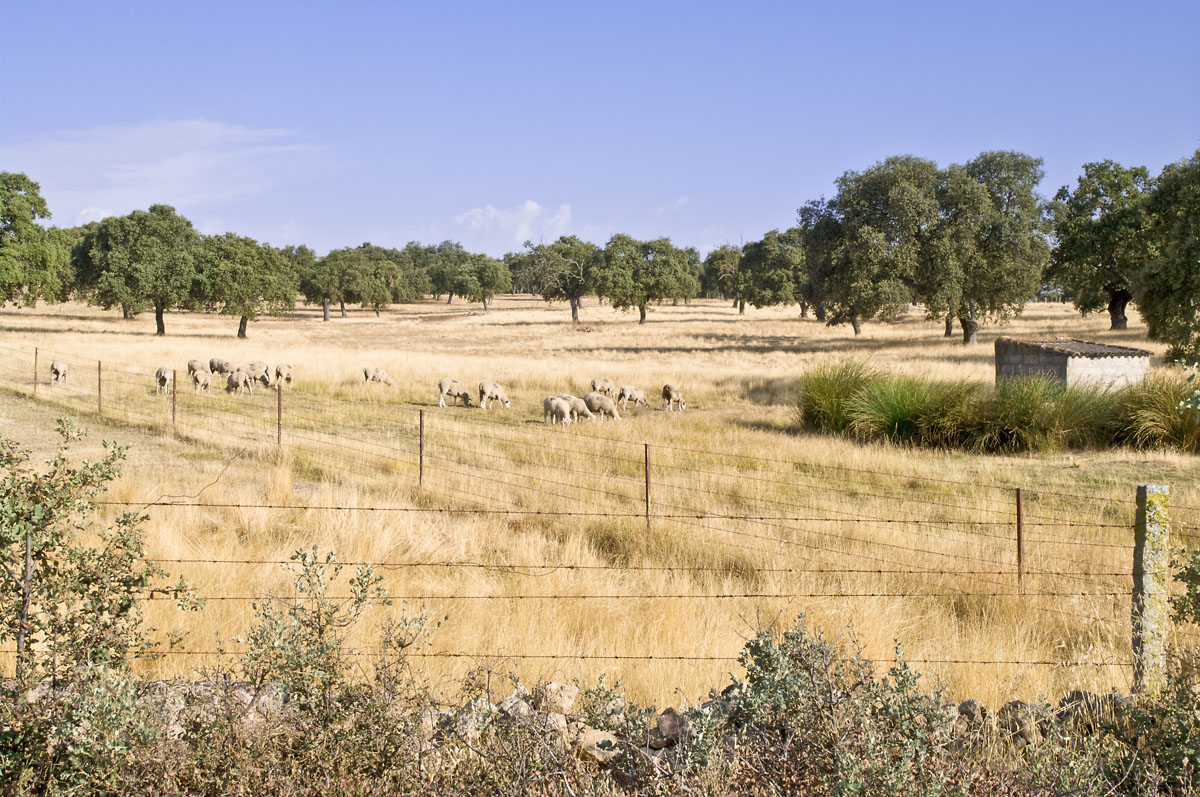
تربية المواشي
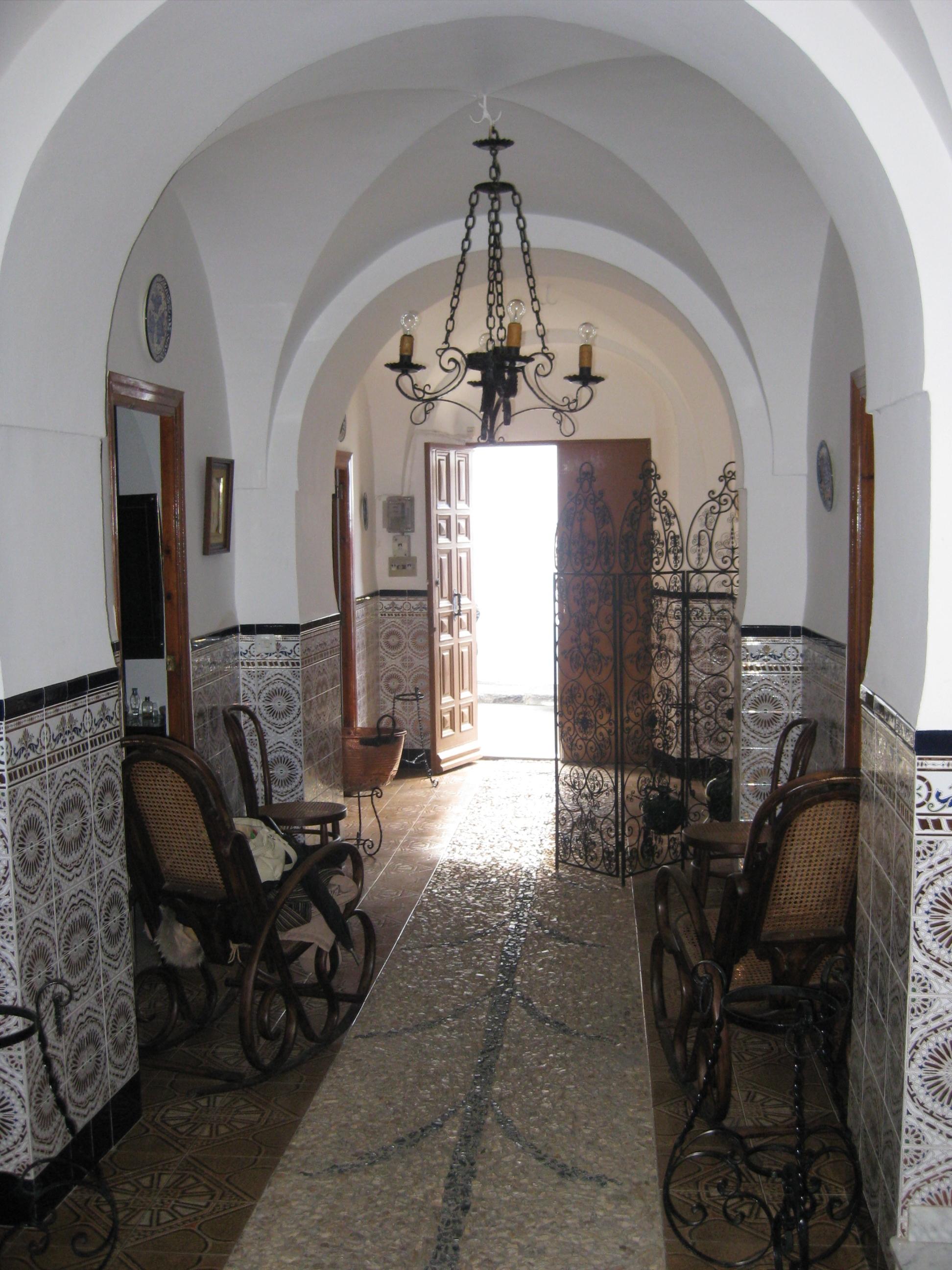
دار تقليدية
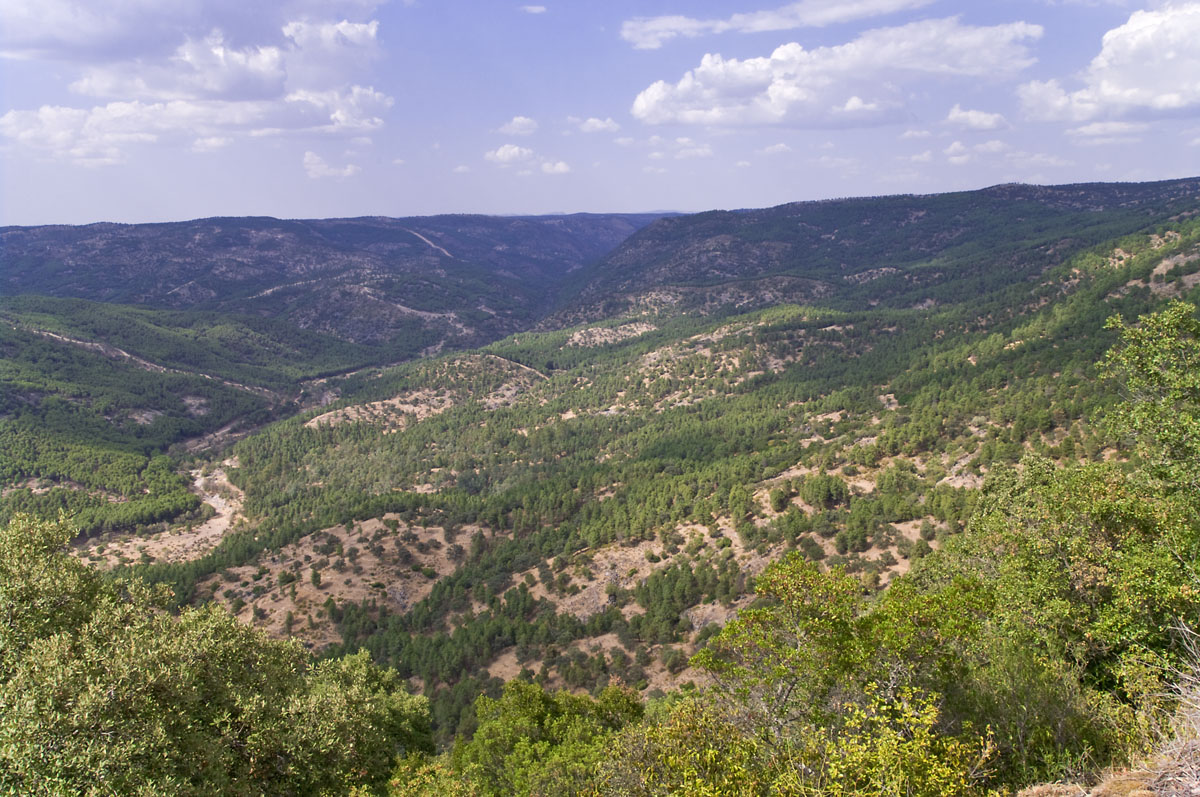
وادي البطروج
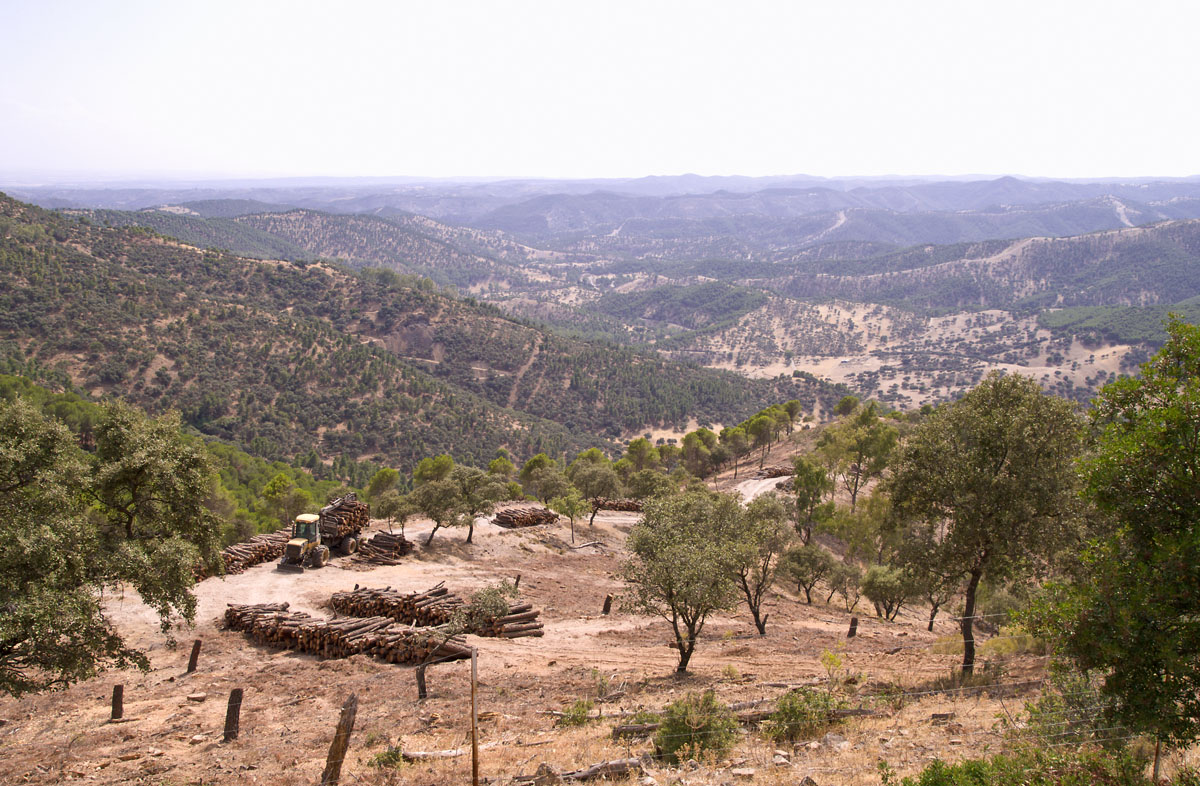
وادي البطروج